# هند عبد الرحمن المنصور
هند عبد الرحمن المنصور (مواليد 1956) فنانة تشكيلية وطبيبة سعودية-أمريكية. تستكشف شاشاتها المطبوعة الحريرية وفن التركيب وصور النساء المسلمات أنظمة المعتقدات الدينية والاجتماعية للمجتمعات العربية. حصلت على درجات علمية في أمراض القلب والطب الباطني، ومارست الطب لمدة 20 عاماً. هاجرت إلى الولايات المتحدة في عام 1997 بعد حصولها على الزمالة في مايو كلينك في مينيسوتا. ثم تابعت مهنة فنية، حيث التحقت بمعهد الفن النسائي في جامعة سانت كاترين وحصلت على درجة الماجستير في الفنون الجميلة من كلية مينيابوليس للفنون والتصميم.

## السيرة
ولدت هند المنصور في الهفوف بالمملكة العربية السعودية عام 1956, وحصلت على إجازة في الطب من جامعة القاهرة عام 1981. لمدة 20 عاماً، عملت كطبيبة، كامرأة عربية، مهنة وفرت لها «الشخصية الحرية وتقدير الذات». مارست الطب في المملكة العربية السعودية في الهفوف والرياض حتى عام 1997 عندما هاجرت إلى الولايات المتحدة، بعد أن حصلت على زمالة في مايو كلينك في روتشستر، مينيسوتا. خلال مسيرتها الطبية حصلت على درجات علمية في الطب الباطني وأمراض القلب.
في عام 2000 حولت حياتها المهنية من الطب إلى الفن، حيث التحقت بمعهد فن المرأة في جامعة سانت كاترين. كانت مساعد تدريس للبرنامج في العام التالي. أثناء دراستها ومشاركتها في المعهد بدأت بالإجابة على سؤال «من جمهورك؟» حصلت على درجة الماجستير في الفنون الجميلة من كلية مينيابوليس للفنون والتصميم (MCAD) عام 2002. المنصور فنانة تركيب وطابعة للشاشة الحريرية ومتحدثة عامة. يدور عملها حول النساء في العالم الإسلامي. إنها تخلق مساحات تمثل الحياة الخاصة للنساء من الأقمشة الحريرية. عرضت أعمالها في مينيسوتا ودول أخرى في الولايات المتحدة وكذلك في المملكة العربية السعودية والإمارات العربية المتحدة. وهي متزوجة من الدكتور ديفيد بنشانسكي، أستاذ اللاهوت والكاتب، ويعيشان في سانت بول، مينيسوتا.

## الموضوعات والوسائط والأسلوب
يستكشف عمل المنصور أنظمة المعتقدات الدينية والاجتماعية للمجتمعات العربية، وخاصة تلك التي تتعامل مع المرأة والجنس وفهم الآخر. تستخدم الخط العربي وصور الشعوب العربية والزخرفة والعمارة الإسلامية. تبحث في مكانة الفن العربي المعاصر وتزرع استقلاله عن الفن الغربي وتميزه عن الهويات الشرق أوسطية والإسلامية الأخرى. تُعرّف جمهورها بأنها أشخاص من الوطن والمملكة العربية السعودية وأخص في الشرق الأوسط لأنهم يستطيعون التعرف بسهولة على عملها وهي جزء منهم. بصفتها مهاجرة أمريكية، تشعر بالراحة في الولايات المتحدة، لكنها توضح أنها تحتاج عادةً إلى تقديم مقدمات مطولة لاستخدامها للرموز الدينية والنسوية الطقسية للنساء والجماهير غير السعودية أو العربية.
غالباً ما تصور المنصور صوراً لنساء مسلمات في مساحات معمارية باستخدام مواد مصنوعة من الأقمشة الحريرية أو المصبوغة أو بالحناء. تظهر بشكل بارز في صورها التصويرية أشكال منمنمة ووجوه متشابكة مع زخرفة إسلامية مؤلفة باستخدام أشكال متكررة ومنقوشة. على سبيل المثال، تُظهر طباعة الشاشة من عام 2013 بعنوان Facebook 1 امرأتين ترتديان شادور أزرق داكن وتجلسان على سجادة منقوشة في مساحة داخلية. المرأة في المقدمة تنظر إلى المشاهد وهي تكتب بيدها اليمنى كلمات باللغة العربية على كتاب كبير مفتوح به صفحات بيضاء تهيمن على خلفية الصورة. خلف الكتاب المفتوح، يوجد حقل منقوش ذو مربعات حمراء يعتمد على نمط الوشاح الذي عادة ما يصنعه الرجال السعوديون. المرأة في الخلفية رأسها لأسفل، وهو ما حددته الفنانة كنوع من الصورة الذاتية: «إنه يرمز لي، أن هذه المرأة قد قبلت ما يجري، دون مقاومة. إنه يمثل جانبًا مني قبلت أشياء في الماضي».
في منشآتها الكبيرة، تستخدم المنصور صفائح كبيرة من الحرير أو الصوف أو القماش أو غيرها من الأقمشة. تشبه تركيباتها الأضرحة أو الخيام أو المساجد التي يسير فيها المشاهد: وتشمل القناطر والقباب والرمل والوسائد والسجاد والأوعية أو المنحوتات الهندسية والعطور والروائح الشرق أوسطية المميزة التي تعكس جوانب شخصيات وثقافات رعاياها.
في معرض 2014 بعنوان How to Be a Feminist Artist الذي أقيم في معرض Catherine G. Murphy في جامعة سانت كاترين، تناولت أعمال المنصور المميزة دور المرأة المسلمة في المجتمع الحديث. تضمنت عناصر إسلامية تقليدية مثل مقاطع من القرآن وأنماط وتصميمات منسوجات عربية حية للتعبير عن التفاوت بين الجنسين تجاه النساء.

## وصلات خارجية
- أعمال هند المنصور

أقوى مائة شخصية عربية